# Volo Alaska Airlines 1282
Il volo Alaska Airlines 1282 era un volo interno statunitense con partenza dall'aeroporto internazionale di Portland e con arrivo all'aeroporto internazionale di Ontario operato da Alaska Airlines il 5 gennaio 2024. Pochi minuti dopo il decollo, una porta di emergenza bloccata permanentemente si separò dall'aereo, causando una decompressione incontrollata del velivolo. L'aereo tornò a Portland subito dopo il distaccamento della porta.

## L'aereo
Il velivolo coinvolto nell'incidente era N704AL, un Boeing 737 MAX 9 consegnato ad Alaska Airlines il 31 ottobre 2023. Al tempo dell'incidente, l'aereo era in servizio da meno di due mesi, avendo effettuato il suo primo volo l'11 novembre 2023.

Sul MAX 9 sono presenti due porte di emergenza tra la fusoliera centrale e posteriore, usate solo in casi di configurazioni di sedili molto dense. Quando vengono usati altri tipi di configurazioni, queste porte non vengono usate e sono bloccate permanentemente.
La fusoliera e i bloccaporte sono assemblate dagli Spirit AeroSystems a Wichita, in Kansas e poi mandati tramite treno merci allo stabilimento d'assemblaggio finale della Boeing a Renton, in Washington.

## L'incidente
Il volo 1282 effettuò un decollo regolare dall'aeroporto Internazionale di Portland alle 17:07 PST, pochi minuti dopo il decollo alle 17:13, si staccò la porta di emergenza bloccata di sinistra; causando una decompressione incontrollata. Nessuno era seduto vicino alla porta, ma alcuni effetti personali e la camicia di un bambino furono risucchiati fuori dall'aereo.
Subito dopo il distacco della porta e l'inizio della decompressione, le maschere d'ossigeno calarono automaticamente e si senti una forte esplosione con una susseguente raffica di vento.
La decompressione causò l'apertura della porta della cabina di pilotaggio, bloccando la porta del bagno. Dopo numerosi tentativi, un'assistente di volo riuscì a chiudere la porta. In realtà, sul Boeing 737 MAX la porta della cabina di pilotaggio è programmata ad aprirsi quando si registra un evento di decompressione, ma i piloti rimasero sorpresi poiché non sapevano di questa cosa.
Dei danni furono trovati ai sedili ma nessun danno fu trovato alla fusoliera.
I piloti effettuarono una discesa d'emergenza, fermandosi a circa 3 000 metri per poi ritornare a Portland, dove effettuarono un atterraggio d'emergenza con successo alle 17:27.

## Conseguenze
Dopo l'incidente, Alaska Airlines ha messo a terra tutta la sua flotta di 65 Boeing 737 MAX 9. Il giorno successivo all'incidente, già 18 MAX 9 erano tornati in servizio.
Il 6 gennaio la Federal Aviation Administration ha emesso una prescrizione di aeronavigabilità, mettendo a terra tutti i MAX 9 presenti in territorio statunitense o con marche d'immatricolazione statunitensi. I 18 MAX 9 dell'Alaska Airlines tornati in servizio sono stati di nuovo messi fuori uso.
A causa di questa prescrizione, il 7 gennaio 2024 numerosi voli di Alaska Airlines e di United Airlines risultavano cancellati con rispettivamente 141 e 228 cancellazioni. Anche Turkish Airlines, Copa Airlines e altre aerolinee hanno deciso di mettere i loro MAX 9 fuori dal servizio temporaneamente per effettuare controlli sugli aeromobili.
Il 7 gennaio 2024 anche l'Agenzia europea per la sicurezza aerea (EASA) ha adottato la prescrizione della FAA, anche se nessuna compagnia aerea che opera nel cielo unico europeo usa i 737 MAX 9 con quelle porte d'emergenza bloccate.
Il "bloccaporta" fu ritrovato il 7 gennaio 2024, nel giardino retrostante di una casa nell'area di Cedar Hills vicino alla Oregon Route 217. Sono stati trovati anche 2 telefoni, uno di essi era un iPhone ancora funzionante, acceso, e in modalita aereo.
L'11 gennaio, sei passeggeri hanno intentato una causa collettiva contro Boeing, citando lesioni ai passeggeri e traumi emotivi.
Il 12 gennaio, Alaska Airlines ha annunciato ulteriori cancellazioni fino a martedì 16 gennaio, per un totale di 110-150 voli al giorno. Il 17 gennaio, Alaska Airlines ha annunciato che i tecnici avevano completato le ispezioni preliminari di "un gruppo di 737-9 MAX" come richiesto dalla FAA e avevano fornito i dati a Boeing e alla FAA per ulteriori analisi e consultazioni. Le cancellazioni dei voli sono state estese a domenica 21 gennaio.
Il 21 gennaio, la FAA ha raccomandato di ispezionare anche i bloccaporte dei portelloni dei Boeing 737-900ER, una versione precedente del 737 non-MAX che utilizza lo stesso tipo di porta dell'aereo incidentato. La FAA ha dichiarato che le ispezioni dovrebbero "garantire che sia fissato correttamente". L'agenzia ha dichiarato che alcuni operatori che hanno effettuato le ispezioni su questi aerei "hanno rilevato dei problemi con i bulloni durante le ispezioni di manutenzione". La FAA ha dichiarato che il 737-900ER ha 11 milioni di ore di funzionamento e non ha mai avuto problemi di questo tipo. Negli Stati Uniti, Alaska, Delta e United volano con il 737-900ER.
Il 24 gennaio, la FAA ha approvato un nuovo processo di ispezione e ha autorizzato tutti i 737 MAX 9 a tornare in servizio quando l'ispezione sarà completata con successo per ogni aereo. Alaska Airlines e United Airlines hanno iniziato a riportare in servizio i loro 737 MAX 9 rispettivamente il 26 e il 27 gennaio.

## Le indagini
La National Transportation Safety Board (NTSB) e la Federal Aviation Administration (FAA) stanno conducendo un'investigazione sull'incidente con l'aiuto della Boeing.
L'aereo coinvolto nell'incidente aveva riscontrato problemi di pressurizzazione nei giorni precedenti, infatti il 7 dicembre (a terra), e il 3 e 4 gennaio (in volo) il sistema automatico di pressurizzazione fallì, avvertendo l'equipaggio attraverso un led riportante la scritta "Pressurization Auto Fail" (in italiano, "Fallimento del sistema di pressurizzazione automatico"), l'equipaggio però proseguì normalmente usando un secondo sistema di pressurizzazione funzionante. Alaska Airlines aveva anche deciso, seguendo le leggi ETOPS, di limitare la possibilità dell'aereo ad operare voli sopra il mare per un periodo esteso di tempo.

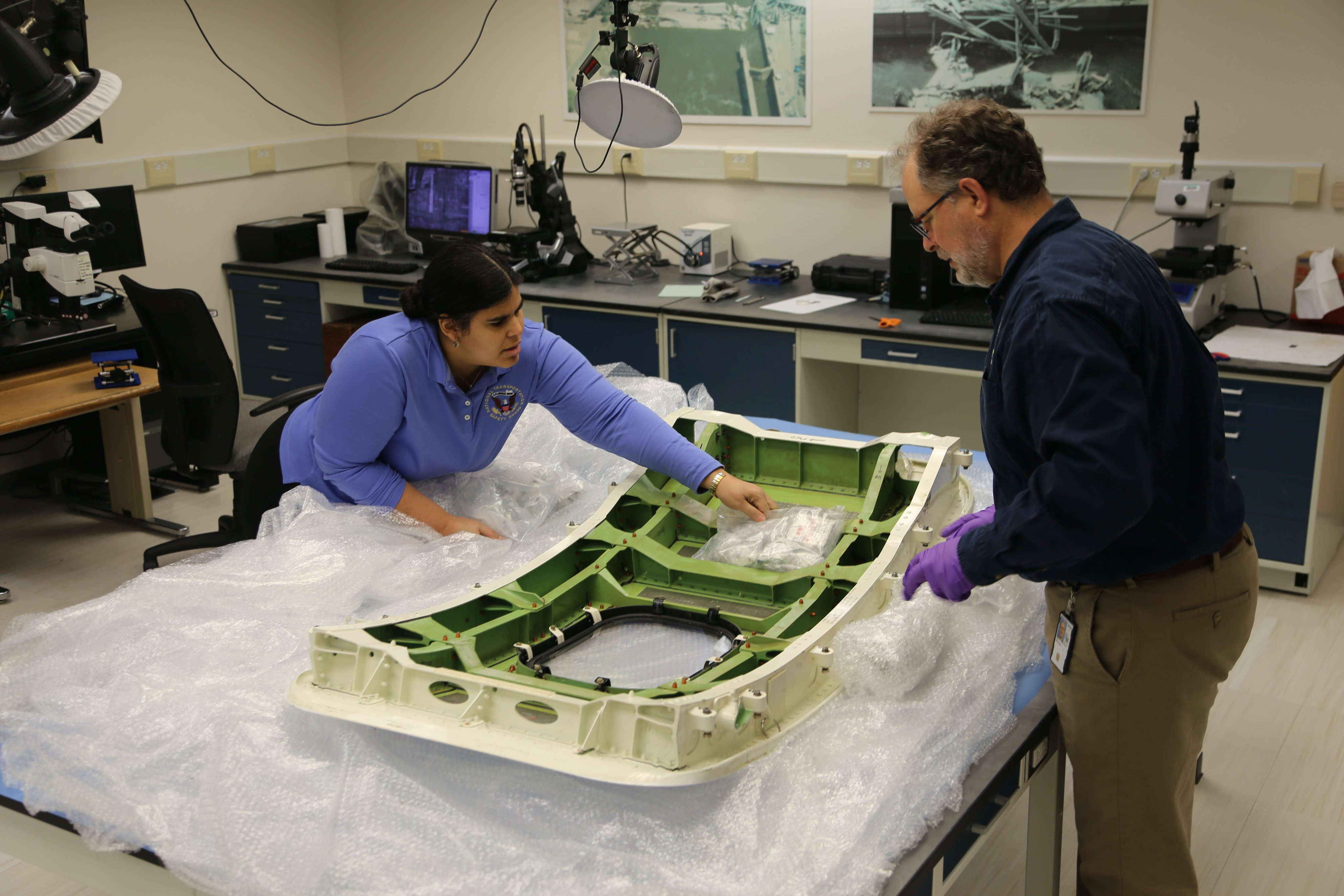
Il personale NTSB mentre esamina il bloccaporta nel laboratorio dei materiali NTSB.

Il fonoregistratore in cabina di pilotaggio (anche chiamato cockpit voice recorder o CVR in inglese) della scatola nera aveva un capacità di registrare solo le ultime 2 ore di volo. Visto che i piloti non tirarono però l'apposita leva per il salvataggio della registrazione audio, la conversazione e tutto ciò che avvenne durante il volo andò perduto.
L'8 gennaio United Airlines e Alaska Airlines hanno ammesso di aver trovato dei bulloni allentati ai bloccaporte e ad altri pezzi dell'aeromobili.
La NTSB ha trovato che alcune parti del bloccaporte erano fratturate. Il 9 gennaio il presidente e CEO della Boeing, Dave Calhoun, ha ammesso che i bulloni allentati sono stati un errore nel montaggio dell'aereo.
Il 6 febbraio 2024 il National Transportation Safety Board ha rilasciato il suo rapporto preliminare sulle indagini dove viene riportato che quando è avvenuto l'incidente al bloccaporte mancassero quattro bulloni, elemento che avrebbe fissato in sicurezza il bloccaporte stesso. l'NTSB ha anche evidenziato che il bloccaporte sia stato installato senza questi bulloni.